# Ivor Bueb
Ivor Bueb (ur. 6 czerwca 1923 w Londynie, zm. 1 sierpnia 1959 w Clermont-Ferrand) – brytyjski kierowca wyścigowy.
Bueb był właścicielem warsztatu w Cheltenham. Poważne ściganie się rozpoczął Cooperem w Formule 3 w 1953 roku. W latach 1955 oraz 1957 wygrał wyścig 24h Le Mans. W 1957 roku zadebiutował w Formule 1. Zginął w wyniku wypadku samochodu Formuły 2 na torze Charade Circuit w 1959 roku.

## Wyniki w Formule 1
| Legenda oznaczeń w tabelach wyników Wyświetl szablon na nowej stronie | Legenda oznaczeń w tabelach wyników Wyświetl szablon na nowej stronie                                                                     |
| Oznaczenie                                                            | Wyjaśnienie |
| --------------------------------------------------------------------- | --- |
| Złoty                                                                 | Zwycięzca lub mistrzostwo |
| Srebrny                                                               | 2. miejsce lub wicemistrzostwo |
| Brązowy                                                               | 3. miejsce lub II wicemistrzostwo |
| Zielony                                                               | Ukończył, punktował (w klasyfikacji generalnej, gdy zdobył co najmniej jeden punkt na przestrzeni sezonu, poza trzema powyższymi opcjami) |
| Niebieski                                                             | Ukończył, nie punktował (w klasyfikacji generalnej, gdy nie zdobył co najmniej jednego punktu na przestrzeni sezonu)                      |
| Czerwony                                                              | Nie zakwalifikował się (NZ) |
| Czerwony                                                              | Nie prekwalifikował się (NPK) |
| Różowy                                                                | Nie ukończył (NU) |
| Różowy                                                                | Niesklasyfikowany (NS) (w klasyfikacji generalnej, gdy nie został sklasyfikowany w żadnym wyścigu sezonu)                                 |
| Czarny                                                                | Zdyskwalifikowany (DK) |
| Czarny                                                                | Wykluczony (WYK/EX) |
| Biały                                                                 | Nie wystartował (NW) |
| Biały                                                                 | Kontuzjowany (K/INJ) |
| Biały                                                                 | Wyścig odwołany (OD/C) |
| Bez koloru                                                            | Został wycofany (WYC/WD) |
| Bez koloru                                                            | Nie przybył (NP/DNA) |
| Bez koloru                                                            | Nie brał udziału w treningach (NT/DNP) |
| Bez koloru                                                            | Nie został zgłoszony (–) |
| Pogrubienie                                                           | Start z pole position |
| Kursywa                                                               | Najszybsze okrążenie wyścigu |
| †                                                                     | Nie ukończył, ale jego rezultat został zaliczony ze względu na przejechanie więcej niż 90% dystansu wyścigu.                              |
| *                                                                     | Sezon w trakcie |
| 1/2/3                                                                 | Punktowana pozycja w sprincie kwalifikacyjnym                                                                                             |
| Lista systemów punktacji Formuły 1                                    | |

| Rok  | Zespół                     | Samochód         | Silnik      | Wyniki w poszczególnych eliminacjach | Wyniki w poszczególnych eliminacjach | Wyniki w poszczególnych eliminacjach | Wyniki w poszczególnych eliminacjach | Wyniki w poszczególnych eliminacjach | Wyniki w poszczególnych eliminacjach | Wyniki w poszczególnych eliminacjach | Wyniki w poszczególnych eliminacjach | Wyniki w poszczególnych eliminacjach | Wyniki w poszczególnych eliminacjach | Wyniki w poszczególnych eliminacjach | Pkt. | Msc. |
| ---- | -------------------------- | ---------------- | ----------- | ------------------------------------ | ------------------------------------ | ------------------------------------ | ------------------------------------ | ------------------------------------ | ------------------------------------ | ------------------------------------ | ------------------------------------ | ------------------------------------ | ------------------------------------ | ------------------------------------ | ---- | ---- |
| 1957 | Connaught Engineering      | Connaught Type B | Alta R4     | ARG -                                | MCO NU                               | 500 -                                | FRA -                                |                                      |                                      |                                      |                                      |                                      |                                      |                                      | 0    | NS   |
| 1957 | Gilby Engineering          | Maserati 250F    | Maserati R6 |                                      |                                      |                                      |                                      | GBR NS                               | DEU -                                | PES -                                | ITA -                                |                                      |                                      |                                      | 0    | NS   |
| 1958 | B.C. Ecclestone            | Connaught Type B | Alta R4     | ARG -                                | MCO -                                | NLD -                                | 500 -                                | BEL -                                | FRA -                                | GBR NU                               |                                      |                                      |                                      |                                      | 0    | NS   |
| 1958 | Ecurie Demi Litre          | Lotus 12         | Climax R4   |                                      |                                      |                                      |                                      |                                      |                                      |                                      | DEU 11                               | PRT -                                | ITA -                                | MOR -                                | 0    | NS   |
| 1959 | British Racing Partnership | Cooper T51       | Climax R4   | MCO NZ                               | 500 -                                | NLD -                                | FRA -                                |                                      |                                      |                                      |                                      |                                      |                                      |                                      | 0    | NS   |
| 1959 | British Racing Partnership | Cooper T51       | Borgward R4 |                                      |                                      |                                      |                                      | GBR 13                               | DEU -                                | PRT -                                | ITA -                                | USA -                                |                                      |                                      | 0    | NS   |